# حياة مزدوجة (فلم)
حياة مزدوجة (بالإنجليزية: A Double Life) هو فيلم دراما تم إنتاجه في الولايات المتحدة وصدر في سنة 1947. الفيلم من إخراج جورج كوكور.

## بطولة
- رونالد كولمان

### ترشيحات وجوائز
| السنة | الحدث | الفئة            | النتيجة  |
| ----- | ----- | ---------------- | -------- |
|       |       | أوسكار أحسن ممثل | فـــــوز |

## وصلات خارجية
- مقالات تستعمل روابط فنية بلا صلة مع ويكي بيانات